# Канцлер Російської імперії
Держа́вний ка́нцлер (рос. государственный канцлер), або ста́тс-ка́нцлер (від нім. Staatskanzler) — вищий цивільний чин у Російській імперії. За табелем про ранги 1722 року був чином I класу, відповідав статському чину дійсний таємний радник 1-го класу, військовому чину генерал-фельдмаршала і на флоті генерал-адмірал. Найчастіше давався міністрам закордонних справ. Якщо міністр володів чином II класу, він міг іменуватися віце-канцлером. Всього в Росії в різний час чин канцлера мали 11 чоловік. Як правило, одночасно в країні був тільки один канцлер. В останні 50 років монархії чин канцлера нікому не присвоювався, хоча формально не був скасований.

## Список
1. 1709 — Гаврило Іванович Головкін (1660—1734).
2. 1740 — Олексій Михайлович Черкаський (1680—1742).
3. 1744 — Олексій Петрович Бестужев-Рюмін (1693—1766), в 1758 позбавлений чину канцлера, в 1762 отримав чин генерал-фельдмаршала.
4. 1758 — Михайло Іларіонович Воронцов (1714—1767).
5. 1796 — Іван Андрійович Остерман (1725—1811).
6. 1797 — Олександр Андрійович Безбородько (1747—1799).
7. 1802 — Олександр Романович Воронцов (1741—1805).
8. 1809 — Микола Петрович Румянцев (1754—1826).
9. 1834 — Віктор Павлович Кочубей (1768—1834).
10. 1845 — Карл Васильович Нессельроде (1780—1862).
11. 1867 — ясновельможний князь Олександр Михайлович Горчаков (1798—1883).